# 아드레날린 24
《아드레날린 24》(영어: Crank)는 2006년 공개된 미국의 액션 영화이다.
속편 《아드레날린 24 2》(2009)로 이어진다.

## 줄거리
LA를 기반으로 활동하는 청부 살인 업자 체브 첼리오스는 보스 칼리토에게서 마피아 두목 돈 킴을 암살하라는 의뢰를 받는다. 하지만 삼류 범죄자인 리키 버로나가 칼리토와 공모하여 첼리오스를 배신하고, 첼리오스는 아드레날린 분비를 억제하는 치명적인 합성 약물을 주입당한다. 약물의 영향으로 심장이 느려지고 죽어가는 첼리오스는, 마피아 외과 의사 독 마일스를 통해 생존을 위해 끊임없이 아드레날린을 분출시켜야 한다는 사실을 알게 된다.
살기 위해 첼리오스는 위험천만한 행동들을 감행한다. 갱들과 싸우고, 경찰과 충돌하고, 난폭 운전을 하고, 불법 약물을 복용하며, 심지어 여자친구 이브와 공공장소에서 성관계까지 한다. 그는 칼리토를 찾아가 해독제를 요구하지만, 칼리토는 그를 배신하고 버로나와 함께 그를 죽여 중국 마피아의 공격에 대한 희생양으로 삼으려 한다. 격분한 첼리오스는 버로나를 찾아 나서고, 그의 동생을 죽인 후 버로나에게 복수를 다짐한다.
버로나 역시 첼리오스의 여자친구 이브를 납치하려 하지만 첼리오스는 가까스로 그녀를 구출한다. 첼리오스는 이브에게 자신의 직업을 밝히고 그녀와 함께 은퇴할 계획이었음을 고백한다. 칼리토에게 납치된 케일로의 연락을 받은 첼리오스는 버로나가 삼합회 창고에 있다는 사실을 알게 된다. 첼리오스는 창고에서 칼리토가 보낸 킬러들과 싸우던 중 이브가 나타나 함께 도망친다. 독 마일스에게서 해독제가 없다는 사실을 확인한 첼리오스는, 죽기 전에 버로나에게 복수하기로 결심하고 도심 호텔에서 그를 만난다.
호텔 옥상에서 첼리오스는 버로나와 칼리토, 그리고 이들의 부하들과 맞닥뜨린다. 칼리토는 첼리오스에게 다시 한 번 독약을 주입하려 하지만, 첼리오스가 살려줬던 돈 킴이 삼합회 조직원들을 데리고 나타나 첼리오스를 돕고 총격전이 벌어진다. 칼리토는 헬기를 타고 도망치려 하지만 첼리오스가 그를 붙잡는다. 그러나 버로나가 몰래 첼리오스에게 다시 독약을 주입하고, 첼리오스는 쓰러진다. 버로나는 칼리토를 죽이고 헬기를 타고 도망치려 하지만 첼리오스는 헬기에 올라타 그와 싸운다. 격투 끝에 첼리오스는 버로나의 목을 꺾어 죽이고, 헬기에서 추락한다. 추락하면서 첼리오스는 이브에게 전화를 걸어 미안함을 전하고, 도로 한복판에 떨어지지만 기적적으로 살아남는다.

## 출연
- 제이슨 스테이섬  - 체브 첼리오스 역
- 에이미 스마트 - 이브 라이던 역
- 호제이 파블로 칸티요 - 리키 버로나 역
- 칼로스 샌즈 - 칼리토 역
- 드와이트 요컴 - 독 마일스 역
- 에프런 라미레스 - 케일로 역
- 키오니 영 - 돈 킴 역
- 리노 윌슨 - 올랜도 역
- 에디 거세기 - 아이티계 택시 운전사 역
- 샘 위트워 - 똘마니 역
- 체스터 베닝턴 - 약국의 대마 상용자 역
- 글렌 하워턴 - 의사 역

## 기타 제작진
- 배역: 데버라 어퀼라, 메리 트리샤 우드, 제니퍼 L. 스미스
- 미술: 제리 플레밍
- 의상: 크리스토퍼 로런스